# Platostoma coeruleum
Platostoma coeruleum là một loài thực vật có hoa trong họ Hoa môi. Loài này được Robert Elias Fries miêu tả khoa học đầu tiên năm 1916 dưới danh pháp Limniboza coerulea. Năm 1997 A. J. Paton chuyển nó sang chi Platostoma.
Loài này là bản địa Angola tới bắc Zambia.